# Fidelen-Polka
Die Fidelen-Polka ist eine Polka von Johann Strauss (Sohn) (op. 26). Das Werk wurde am 26. April 1846 im Sträußl-Saal, im Gebäude des Theaters in der Josefstadt in Wien erstmals aufgeführt.